# Anadara brasiliana
Anadara brasiliana (nomeada, em inglêsː incongruous ark; na tradução para o portuguêsː "arca incongruente") é uma espécie de molusco Bivalvia marinho litorâneo da família Arcidae, classificada por Jean-Baptiste de Lamarck em 1819; descrita como Arca brasiliana. Habita fundos de costas arenosas e de cascalho do oeste do oceano Atlântico, entre os 5 e 75 metros de profundidade. É espécie comestível na região nordeste do Brasil e pode ser encontrada nos sambaquis brasileiros.

## Descrição da concha
Anadara brasiliana possui concha levemente triangular, com 4 centímetros de comprimento e pouco mais de 3 centímetros de altura, quando bem desenvolvida. Suas valvas são desiguais, sendo uma valva um pouco maior que a outra, com umbos bem separados; possuindo de 25 a 28 costelas radiais bem visíveis e dotadas de relevo em grade, com um perióstraco castanho e quebradiço, dotado de pelos, encobrindo sua superfície de coloração branca, às vezes com manchas castanho-avermelhadas. Interior das valvas branco.

## Distribuição geográfica
Esta espécie está distribuída da Carolina do Norte, Flórida e Texas, nos Estados Unidos, passando pelo mar do Caribe, até Santa Catarina, na região sul do Brasil.